# スンカル
スンカル（「鷹」の意）は、カザフスタン内務省の警察特殊部隊。内務相直属部隊であり、国家レベルの重要事件に投入される。
ロシア国内軍の特殊部隊「ヴィチャージ」を範に取っており、茜色のベレー帽も継承している。

## 概要
1998年5月11日に創設された。その任務は、武装犯罪者、犯罪集団、テロリスト、匪賊部隊の捕縛、街頭警備、人質救出作戦である。中隊級部隊で、約100人から成る。本部はアルマ・アタに位置し、全土に5つの班を有している。
2003年、内務省参事会において、特に重要な任務にのみスンカルを投入することが決定された。